# Tramwaje w Zagrzebiu
Tramwaje w Zagrzebiu – system komunikacji tramwajowej działający w Zagrzebiu. Składa się z 15 linii dziennych oraz z 4 linii nocnych. Prześwit toru wynosi 1000 mm. Tramwaje w Zagrzebiu uruchomiono w 1891, początkowo jako konne, które zelektryfikowane zostały w 1910. Przewozy prowadzi przedsiębiorstwo Zagrebački Električni Tramvaj (ZET).

## Historia

### Tramwaje konne

Mapa sieci tramwajowej w Zagrzebiu na przestrzeni dziejów

Szybko rozwijający się w XIX wieku Zagrzeb potrzebował dobrej komunikacji miejskiej, ponieważ uruchomione w 1884 omnibusy miały charakter sezonowy i zawoziły turystów wyłącznie z dworca kolejowego do hotelu. W 1885 rozpoczęły się dyskusje na temat uruchomienia tramwaju konnego, a w 1887 przedstawiono projekt, który zakładał poprowadzenie tramwaju konnego od Zagrzebia do Samoboru. Władze miejskie projekt jednak odrzuciły ze względu na brak funduszy.
Ze względu na budowę linii kolejowej w 1889 pomysł budowy tramwajów powrócił. 7 marca 1891 podpisano umowę zgodnie z którą Gautier miał zbudować linię w ciągu 6 miesięcy. Dopiero 11 maja rozpoczęły się prace budowlane przy linii. Przyczyną opóźnienia były problemy finansowe inwestora. Prace torowe wykonywała firma Gfrörer Muskovics z Budapesztu. Oddanie do eksploatacji pierwszego odcinka linii nastąpiło 5 września 1891 na dwa dni przed zakładanym terminem. Zagrzeb liczył wówczas 82 tysiące mieszkańców. W tym samym roku do Zagrzebia dotarła pierwsza linia kolejowa. Uruchomienie komunikacji tramwajowej zbiegło się w czasie z otwarciem wystawy jubileuszowej rolnictwa i leśnictwa. Pierwszym taborem były wagony konne Weitzer z Grazu. Wagony te były jednokonne, dwuosiowe o rozstawie szyn 760 mm.
W 1906 miasto postanowiło przejąć komunikację miejską.

### Tramwaje elektryczne
W 1910 Belgowie zbudowali w Zagrzebiu pierwszą elektrownię. W tym samym roku zelektryfikowano istniejące linie, przekuwając je równocześnie na rozstaw 1000 mm. Wcześniej na terytorium dzisiejszej Chorwacji tramwaje elektryczne jeździły w Rijece, Puli, Opatii (wszystkie te sieci były jednak zelektryfikowane od razu).
W 1954 w pobliżu cmentarza Mirogoj, na bardzo stromym odcinku (spadek 9%), nastąpił wypadek, w wyniku którego zginęło 19 pasażerów. Odcinek ten zaraz zamknięto. Był to jedyny przypadek zamknięcia odcinka sieci tramwajowej w mieście.
W 1978 wybudowano linię na drugą stronę Sawy do budowanego wówczas osiedla Sopot.
W latach 90. przeprowadzono program modernizacji infrastruktury tramwajowej. W 2000 otwarto dwa nowe odcinki Jarun – Prečko i Dubrava – Dubec.

## Zajezdnie
Pierwsza zajezdnia tramwajów konnych a później elektrycznych znajdowała się na terenie obecnego muzeum techniki. Zajezdnia funkcjonowała do 1948 roku kiedy otwarto nową zajezdnię. Obecnie w Zagrzebiu funkcjonują 2 zajezdnie tramwajowe:
- Trešnjevka, otwarta 29 maja 1948 r.
- Dubrava, otwarta na początku stycznia 1980 r.

## Tabor
Flota tramwajowa w Zagrzebiu ulega szybkiej poprawie. Jeszcze na początku XXI wieku znaczną część taboru stanowiły produkowane od lat 50. dwuosiowe tramwaje z zakładów Ðuro Ðakovic, czechosłowackie Tatry T4 i KT4 z lat 70 i 80. oraz niemieckie GT6. W 2005 rozpoczęto eksploatacje nowych niskopodłogowych wagonów TMK 2200, do maja 2009 dostarczono 140 tych 5 członowych 32 metrowych pojazdów. Dodatkowo zakupiono 2 trójczłonowe pojazdy TMK 2300.
Na początku 2023 roku Zagrzeb zakupił 11 używanych tramwajów GT6M z Augsburga. Pierwszy z zakupionych tramwajów dotarł do miasta w grudniu.
W czerwcu 2023 miasto podpisało umowę z chorwacką firmą Končar (dostawcą tramwajów TMK 2200 i TMK 2300) na dostawę 20 nowych tramwajów nowej serii TMK 2400. Pojazdy te bazują na typie TMK 2300, są trójczłonowe o długości około 21 metrów. We wrześniu 2024 podpisano umowę na kolejne 20 wozów TMK 2400. Na początku lutego 2025 roku do zajezdni Trešnjevka został dostarczony pierwszy tramwaj a 10 marca rozpoczął regularne kursowanie w ruchu na linii 1
| Zdjęcie | Typ                  | Producent         | Lata eksploatacji | Liczba w ruchu | Numery taborowe | Uwagi |
| ------- | -------------------- | ----------------- | ----------------- | -------------- | --------------- | --- |
|         | TMK 101              | ZET, Đuro Đaković | 1951–2008         | 0/71           | 101–171         | 3 prototypy zbudowane przez ZET, 60 seryjnych, 8 odkupionych z Osijeku |
|         | TMK 201              | Đuro Đaković      | 1973-2025         | 0/30           | 201–230         | |
|         | TP 591               | Đuro Đaković      | 1951–2008         | 0/110          | 591–700         | Doczepa do TMK 101 i 201 |
|         | TP 701               | Đuro Đaković      | 1973-2025         | 0/32           | 701–732         | Doczepa do TMK 101 i 201 |
|         | Tatra T4YU           | ČKD               | od 1976           | 45/95          | 401–494         | Niezgodność numeracji z liczbą tramwajów z racji dwukrotnego wykorzystaniu numeru 405. Dostarczane w trzech partiach, 30 sztuk 401-430 w 1976 roku, 55 sztuk 431-485 w 1979 roku oraz 10 sztuk 405, 486-494 w 1986 roku |
|         | Tatra B4YU           | ČKD               | od 1976           | 45/85          | 801–885         | Doczepa do Tatry T4. Dostarczane razem z T4 w dwóch pierwszych partiach, 30 sztuk 801-830 w 1976 oraz 55 sztuk 831-885 w 1979 roku                                                                                      |
|         | Tatra KT4YU          | ČKD               | od 1985           | 51             | 301–351         | Tramwaj 351 to typ KT4YUt o rozruchu trystorowym |
|         | Düwag GT6            | Düwag             | 1995–2009         | 0/35           | 901–935         | Tramwaje sprowadzone z Mannheimu, lata produkcji 1960–1967 |
|         | Düwag GT6 Mannheimer | Düwag             | 1996–2012         | 0/5            | 941–945         | Tramwaje sprowadzone z Mannheimu, rok produkcji 1971 |
|         | TMK 2100             | Končar            | od 1994           | 16             | 2101-2116       | Tramwaje zbudowane z wycofanych TMK 201 i przyczep do nich |
|         | TMK 2200             | Crotram           | od 2005           | 140            | 2201–22140      | Pierwsza seria 2201–2270 dostarczona w latach 2005–2007, druga seria 2271–22140 dostarczona w latach 2008-2010 |
|         | TMK 2300             | Crotram           | od 2009           | 2              | 2301, 2302      | |
|         | GT6M                 | ADtranz           | od 2023           | 6/11           | 1001–1006       | Tramwaje zakupiono z Augsburga, rok produkcji 1996 |
|         | TMK 2400             | Končar            | od 2025           | 10/40          | 2401-2410       | |